# Francesca Parmesani
Francesca Parmesani (Lodi, 21 marzo 1998) è una cestista italiana.

## Carriera

### Nei club
Alta 181 centimetri e formatasi nel Fanfulla 2000 di Lodi, inizia a giocare in un campionato nazionale nel Basket Team Crema a partire dalla stagione 2014-15 e proseguendo nella compagine cremasca fino alla stagione 2018-19 e con la quale ha vinto due "final eight" di Coppa Italia di Serie A2, nel 2018 e nel 2019.
Nelle due stagioni successive è in forza alla Pallacanestro Broni 93 in A1, per approdare, quindi, nella stagione 2021-22 al Basket Femminile Le Mura Lucca.

### In nazionale
Ha militato in tutte le formazioni giovanili della Nazionale, a partire dalla Nazionale Under-15 nell'anno 2013 con la quale ha disputato alcuni incontri amichevoli (4 presenze e 10 punti).
Nel 2014 fa parte della rosa dell'Italia under 16 (14 presenze, 53 punti) disputando, tra le varie competizioni, il Campionato europeo Under-16 a Debrecen (Ungheria).
Nell'anno 2016 è convocata sia nell'Italia under 18 (12 presenze, 71 punti) sia nella Nazionale Under-18 3x3 (4 presenze, 17 punti); con la prima ha partecipato al Campionato Europeo Under-18 di Sopron (Ungheria), con la seconda ha disputato la Coppa del Mondo 3X3 ad Astana (Kazakistan).
L'anno successivo è una delle giocatrici dell'Italia under 19 (11 presenze, 32 punti), squadra che le ha permesso, tra le varie gare, di partecipare al Campionato del Mondo Under-19 organizzato a Udine e Cividale del Friuli.
Nel 2018 è convocata nell'Italia under 20 (9 presenze, 18 punti) partecipando così al Campionato Europeo Under-20 di Sopron (Ungheria) dove l'Italia si classificava al quarto posto.

## Statistiche

### Presenze e punti nei club
Statistiche aggiornate al 31 luglio 2022.
| Stagione        | Squadra                        | Competizione | Partite | Partite | Partite | Statistiche tiro | Statistiche tiro | Statistiche tiro | Altre statistiche | Altre statistiche | Altre statistiche | Altre statistiche | Altre statistiche |
| Stagione        | Squadra                        | Competizione | Pres.   | Titol.  | Minuti  | Tiri da 2        | Tiri da 3        | Liberi           | Rimb.             | Assist            | Rubate            | Stopp.            | Punti             |
| --------------- | ------------------------------ | ------------ | ------- | ------- | ------- | ---------------- | ---------------- | ---------------- | ----------------- | ----------------- | ----------------- | ----------------- | ----------------- |
| 2014-2015       | Basket Team Crema              | Serie A2     | 26      |         | 252     | 21/59            | 6/23             | 10/25            | 27                | 4                 | 22                | 2                 | 70                |
| 2015-2016       | Basket Team Crema              | Serie A2     | 33      |         | 525     | 44/124           | 5/32             | 57/56            | 117               | 8                 | 32                | 9                 | 135               |
| 2016-2017       | Basket Team Crema              | Serie A2     | 30      |         | 535     | 35/90            | 7/32             | 25/47            | 91                | 8                 | 24                | 5                 | 116               |
| 2017-2018       | Basket Team Crema              | Serie A2     | 32      |         | 756     | 54/133           | 20/72            | 29/48            | 166               | 34                | 38                | 8                 | 197               |
| 2018-2019       | Basket Team Crema              | Serie A2     | 34      |         | 737     | 68/15            | 16/90            | 34/60            | 179               | 49                | 46                | 6                 | 218               |
| 2019-2020       | Pallacanestro Broni 93         | Serie A1     | 20      |         | 266     | 16/38            | 4/15             | 6/13             | 39                | 13                | 10                | 4                 | 50                |
| 2020-2021       | Pallacanestro Broni 93         | Serie A1     | 31      |         | 550     | 64/145           | 2/22             | 24/38            | 92                | 37                | 29                | 10                | 158               |
| 2021-2022       | Basket Femminile Le Mura Lucca | Serie A1     | 27      |         | 466     | 39/107           | 9/36             | 13/26            | 78                | 27                | 23                | 10                | 119               |
| Totale carriera |                                |              |         |         |         |                  |                  |                  |                   |                   |                   |                   |                   |

### Coppe nazionali
| Stagione        | Squadra                        | Competizione          | Partite | Partite | Partite | Statistiche tiro | Statistiche tiro | Statistiche tiro | Altre statistiche | Altre statistiche | Altre statistiche | Altre statistiche | Altre statistiche |
| Stagione        | Squadra                        | Competizione          | Pres.   | Titol.  | Minuti  | Tiri da 2        | Tiri da 3        | Liberi           | Rimb.             | Assist            | Rubate            | Stopp.            | Punti             |
| --------------- | ------------------------------ | --------------------- | ------- | ------- | ------- | ---------------- | ---------------- | ---------------- | ----------------- | ----------------- | ----------------- | ----------------- | ----------------- |
| 2015/2016       | Basket Team Crema              | Coppa Italia Serie A2 | 1       |         | 25      | 4/6              | 0/0              | 1/2              | 5                 | 0                 | 1                 | 0                 | 9                 |
| 2017/2018       | Basket Team Crema              | Coppa Italia Serie A2 | 3       |         | 61      | 8/16             | 2/7              | 1/4              | 14                | 4                 | 0                 | 0                 | 23                |
| 2018/2019       | Basket Team Crema              | Coppa Italia Serie A2 | 3       |         | 66      | 9/18             | 1/8              | 4/8              | 23                | 4                 | 1                 | 1                 | 25                |
| 2021/2022       | Basket Femminile Le Mura Lucca | Coppa Italia Serie A1 | 2       |         | 45      | 6/20             | 0/1              | 5/6              | 7                 | 3                 | 0                 | 2                 | 17                |
| Totale carriera |                                |                       |         |         |         |                  |                  |                  |                   |                   |                   |                   |                   |

## Palmarès
- Coppa Italia di Serie A2: 2
Crema: 2018, 2019